# Utrdba San Lorenzo
Chagres (španska izgovorjava: [ˈtʃaɣɾes]), nekoč glavno atlantsko pristanišče na Panamski ožini, je zdaj zapuščena vas na zgodovinskem mestu utrdbe San Lorenzo (špansko Fuerte de San Lorenzo). Ruševine utrdbe in vasi so približno 13 km zahodno od mesta Colón, na rtu, ki gleda na izliv reke Chagres.

## 16. in 17. stoletje: Odkritje in utrdbe
Leta 1502 je Krištof Kolumb med svojim četrtim in zadnjim potovanjem odkril reko Chagres.
Do leta 1534 je španska monarhija po osvojitvi Peruja vzpostavila zlato pot za deževno sezono čez Panamsko ožino – Camino Real de Cruces – z uporabo karavan z mulami in reke Chagres. Pot je povezovala pacifiško pristanišče Panama z izlivom Chagresa, od koder je perujski plen plul v španska skladišča v vodilnih atlantskih pristaniščih na ožini: sprva Nombre de Dios in kasneje Portobelo. (Kopenska pot v suhi sezoni – Camino Real – je neposredno povezovala Panamo s temi pristanišči.)
Pirati, ki jih je pritegnil zaklad, so okoli leta 1560 začeli napadati obalo Paname. Za zaščito atlantskega konca poti Las Cruces (Camino Real de Cruces) je Španija zgradila utrdbo San Lorenzo ob izlivu reke Chagres. Delo se je začelo leta 1598 po ukazu kralja Filipa II. Od leta 1587 do 1599 so se utrdbe razvile v baterijo na morski gladini in so bile dokončane leta 1601. Načrte ogromne trdnjave je izdelal italijanski inženir Baptist Antonelli. Utrdba San Lorenzo je bila zgrajena na vrhu visokega grebena, na položaju, ki je prevladoval nad vhodom v reko Chagres.
Leta 1670 je pirat Henry Morgan ukazal napad, zaradi katerega je trdnjava San Lorenzo ostala v ruševinah. Naslednje leto je napadel mesto Panama in uporabil San Lorenzo kot svojo operacijsko bazo.
V 1680-ih so Španci zgradili novo utrdbo 24 m nad vodo. Utrdba, postavljena na pečini nad vhodom v pristanišče, je bila s kopne strani zaščitena s suhim jarkom z dvižnim mostom. V tem času je bilo pod zaščito utrdbe ustanovljeno mesto Chagres.

## 18. in 19. stoletje: zaton in preporod
Leta 1739 in 1740 je britanski admiral Edward Vernon napadel španske utrdbe v Portobelu in Chagresu. Z uničenjem utrdbe Portobelo je Španija opustila tamkajšnjo trgovino in namesto tega okrepila svoje utrdbe v Chagresu in gorvodno v Gatunu. Z zatonom Portobela ga je Chagres presegel kot glavno atlantsko pristanišče na ožini.
Do sredine 18. stoletja pa so Španci večinoma opustili obe stari poti čez ožino in raje pluli okoli konice Južne Amerike pri rtu Horn. Več kot stoletje so utrdbo San Lorenzo uporabljali kot zapor.
Najdba zlata leta 1848 v Kaliforniji je spodbudila novo vitalnost ob izlivu reke Chagres. Iskalci na zahodu, ki so se raje izognili prečkanju »velike ameriške puščave« ali obkrožitvi rta Horn, bi sledili stari poti Las Cruces in začeli svoje čezcelinsko potovanje v »Yankee Town« ali »Yanqui Chagres« – razcvet divjega zahoda, ki je nastal na bregu nasproti prvotne vasi in trdnjave.
Ponovno rojstvo pomena je bilo kratkotrajno. Čeprav je pojav parnikov na reki Chagres do leta 1853 skrajšal čas, potreben za prečkanje ožine z nekaj dni na približno dvanajst ur, je dokončanje panamske železnice leta 1855 dodatno skrajšalo čas čezcelinskega potovanja na približno tri ure. Posledično je železniški terminal ob Atlantiku, Colón, postal atlantsko pristanišče Paname, Chagres pa je izgubil pomen.

## 20. stoletje: območje prekopa do zavarovanega območja
Gradnja Panamskega prekopa, dokončana leta 1914, je zahtevala izgradnjo ogromnega jezu Gatun, približno 11,6 km gorvodno od Chagresa, ki je reko trajno zaprl pred trgovino po celinskih vodah.
Čeprav je Chagres padel izven prvotne meje cone Panamskega prekopa, se je ta cona leta 1916 razširila na izliv reke Chagres. Mesto Chagres, ki je takrat imelo samo 96 hiš in 400 do 500 prebivalcev, je bilo nato 'izpraznjeno', njegovi nekdanji prebivalci pa so bili preseljeni v Nuevo Chagres, ki leži približno 13,2 km jugozahodno, ob obali.
Utrdba San Lorenzo je od leta 1908 označena kot zaščitena s strani vlade. Trenutno so ruševine utrdbe San Lorenzo in vasi Chagres znotraj 12.000 ha zavarovanega območja San Lorenzo, vse nekdanje ozemlje cone Canal.
Leta 1980 je Unesco utrdbo San Lorenzo skupaj z utrjenim mestom Portobelo, približno 48 km severovzhodno, razglasil za svetovno dediščino pod imenom Utrdbe na karibski strani Paname: Portobelo-San Lorenzo. Organizacija utrdbe opisuje takole: »Te panamske utrdbe na karibski obali so veličastni primeri vojaške arhitekture iz 17. in 18. stoletja del obrambnega sistema, ki ga je zgradila španska krona za zaščito čezatlantske trgovine.«

## V fikciji
Chagres je vidno predstavljen v knjigi za otroke Richarda Adamsa The Adventures & Brave Deeds of the Ship's Cat On the Spanish Maine: Together With the Most Lamentable Losse of the Alcestis & Triumphant Firing Of The Port Of Chagres.